# Pusztavacs
Pusztavacs község Pest vármegyében, a Dabasi járásban. 
Itt található Magyarország földrajzi középpontja. 

## Fekvése
A község Pest vármegye déli részén, a Kiskunsági-homokháton, természetvédelmi területen található. Budapest központjától légvonalban 49, közúton 59 kilométerre található zsáktelepülés. Szinte teljesen erdők fogják körbe, külterületének 63%-a erdő.
Központi belterülete mellett jelentősebb súlyt képvisel a település nyugati határában fekvő Rákóczitelep.
A szomszédos települések: északkelet felől Dánszentmiklós, kelet felől Mikebuda, délkelet felől Csemő, dél felől Lajosmizse és Táborfalva, délnyugat felől Örkény, nyugat felől Hernád, északnyugat felől pedig Újlengyel.

## Megközelítése
Legegyszerűbb közúti megközelítési útvonala az 5-ös főút, illetve az M5-ös autópálya felől adódik: előbbiről Örkény központjában, utóbbiról a (Pusztavacs közigazgatási területén található) Pusztavacs–Örkény–Albertirsa-csomópontban kell letérni a 4607-es útra; ebből az autópálya-csomóponttól kevesebb, mint 5 kilométerre ágazik ki a 46 112-es számú mellékút, amely a község központjába, majd onnan tovább a 3 kilométerre fekvő Rákóczitelepig vezet. Elérhető Pusztavacs a 4-es főút felől is, arról Albertirsán kell letérni, ugyancsak a 4607-es útra.
Áthalad Pusztavacs közigazgatási területén a 4601-es számozású régi nagykőrösi országút is, amely szinte nyílegyenes nyomvonal mentén köti össze Nagykőröst Budapest belvárosával; ráadásul közvetlenül emellett található az ország földrajzi középpontjánál létesített emlékhely jeltornya. Ennek az útnak azonban lényegében a teljes pusztavacsi szakasza burkolatlan mezőgazdasági vagy erdei út, szerepe ezért a község megközelítésében egészen csekély.
Vasútvonal nem érinti a település határát, a legközelebbi állomás Örkény vasútállomás a Budapest–Lajosmizse–Kecskemét-vasútvonalon.

## Története
Az első írásos említés Pusztavacsról 1274-ből való, ebben az időszakban vásártartási joggal is rendelkezett az Ocs néven létező település. Pusztavacs az 1200-as évek végén királyi adományként az Igmánd nemzetség birtokába, 1415-ben a Kolos családhoz került. 1440-ben egy sápi nemes lett a település tulajdonosa, ekkor kezdett épülni a község főterén napjainkig látható gótikus templom is. A török korszak kezdetére a település mezővárossá növekedett. A török időkben Vacs elnéptelenedett, az oszmán portyáktól megrémült lakossága Kecskemétre és Nagykőrösre menekült be. Ekkor pusztult el a település gótikus temploma is. A hódoltság ideje alatt az elnéptelenedett terület neve Vacs-puszta lett. A terület a 17. századtól, a Koháry család tulajdonában állt. Utolsó férfiági leszármazottjának, Koháry Ferenc Józsefnek a lánya Mária Antónia Gabriella Szász-Coburg-Saalfeldi Ferdinánd György Ágosthoz ment feleségül. A Koháryak férfiága kihalt, Ferdinánd felvette a Koháry nevet, dinasztiát alapított és a birtokokat is megkapta Vacs-pusztával együtt. A néptelen területet így a Szász-Coburg-Saalfeld-Koháry hercegi család szerezte meg, akik birtokukat 140 éven keresztül bérbe adták Kecskemét városának legeltetésre.
Vacs-puszta a 19. században népesült be újra. Előbb tanyák jelentek meg területén, majd a templomrom körül megkezdődött a mai község kialakulása. A 19. század végén Pusztavacs déli és nyugati határában nagyarányú erdőtelepítések zajlottak, ekkor alakult ki határának hatalmas erdőkkel borított mai képe is. 1856-ban nyílt meg az új iskola. Pusztavacs 1871-ben szerveződött önálló községgé, de a 20. század közepéig nem volt képes megfelelni az önállóság törvényi feltételeinek, így az ország egyik utolsó eszmei községe volt. 1950-ben az ország majdnem minden községéhez hasonlóan Pusztavacson is önálló községi tanács alakult, 1970-től 1990-ig viszont az örkényi székhelyű nagyközségi közös tanács társközsége volt.
Az 1980-as évek első felében az ország közepéhez közel eső nagyréten óriási tömegrendezvényeket, ún. Béke-fesztiválokat tartottak. A rossz szervezés miatt a falura nehezedő nyomás azonban hamarosan kiváltotta a pusztavacsiak elégedetlenségét.[forrás?] A fokozódó tiltakozás miatt 1985 után a Béke-fesztiválokat megszüntették.

## Közélete

### Polgármesterei
- 1990–1994: Laczkó János (SZDSZ)[3]
- 1994–1998: Laczkó János (független)[4]
- 1998–1999: Laczkó János (független)[5]
- 1999–2001: Budavári László (független)[6]
- 2001–2002: Dr. Kálcza László (Fidesz-MDF)[7][8]
- 2002–2006: Mihályi Sándor (független)[9]
- 2006–2010: Jóri László (Fidesz)[10]
- 2010–2014: Jóri László (Fidesz)[11]
- 2014–2019: Jóri László (Fidesz)[12]
- 2019–2024: Jóri László (Fidesz-KDNP)[13]
- 2024– : Jóri László (Fidesz-KDNP)[1]

| 1990–1994    | 1994–1998    | 1998–2002    | 1998–2002       | 1998–2002     | 2002–2006      | 2006–2010   | 2010–2014   | 2014–2019   | 2019–2024    | 2024–        |  |
| 1990–1994    | 1994–1998    | '98- '99     | '99-'01         | '01-'02       | 2002–2006      | 2006–2010   | 2010–2014   | 2014–2019   | 2019–2024    | 2024–        |  |
| ------------ | ------------ | ------------ | --------------- | ------------- | -------------- | ----------- | ----------- | ----------- | ------------ | ------------ |  |
| Laczkó János | Laczkó János | Laczkó János | Budavári László | Kálcza László | Mihályi Sándor | Jóri László | Jóri László | Jóri László | Jóri László  | Jóri László  |  |
|              |              |              |                 |               |                |             |             |             |              |              |  |
| SZDSZ        | –            | –            | –               | Fidesz- MDF   | –              | Fidesz      | Fidesz      | Fidesz      | Fidesz- KDNP | Fidesz- KDNP |  |
|              |              |              |                 |               |                |             |             |             |              |              |  |

A településen 1999. október 17-én időközi polgármester-választást tartottak, aminek oka még tisztázást igényel, de az előző polgármester nem indult el rajta. Ugyanebben az ciklusban sor került még egy másik időközi választásra is, 2001. október 7-én, ezúttal a hivatalban lévő településvezető lemondása miatt.

## Népesség
A település népességének változása:
| Lakosok száma | 1367 | 1342 | 1352 | 1305 | 1289 | 1290 | 1279 |
|               | 2013 | 2014 | 2018 | 2021 | 2022 | 2023 | 2024 |

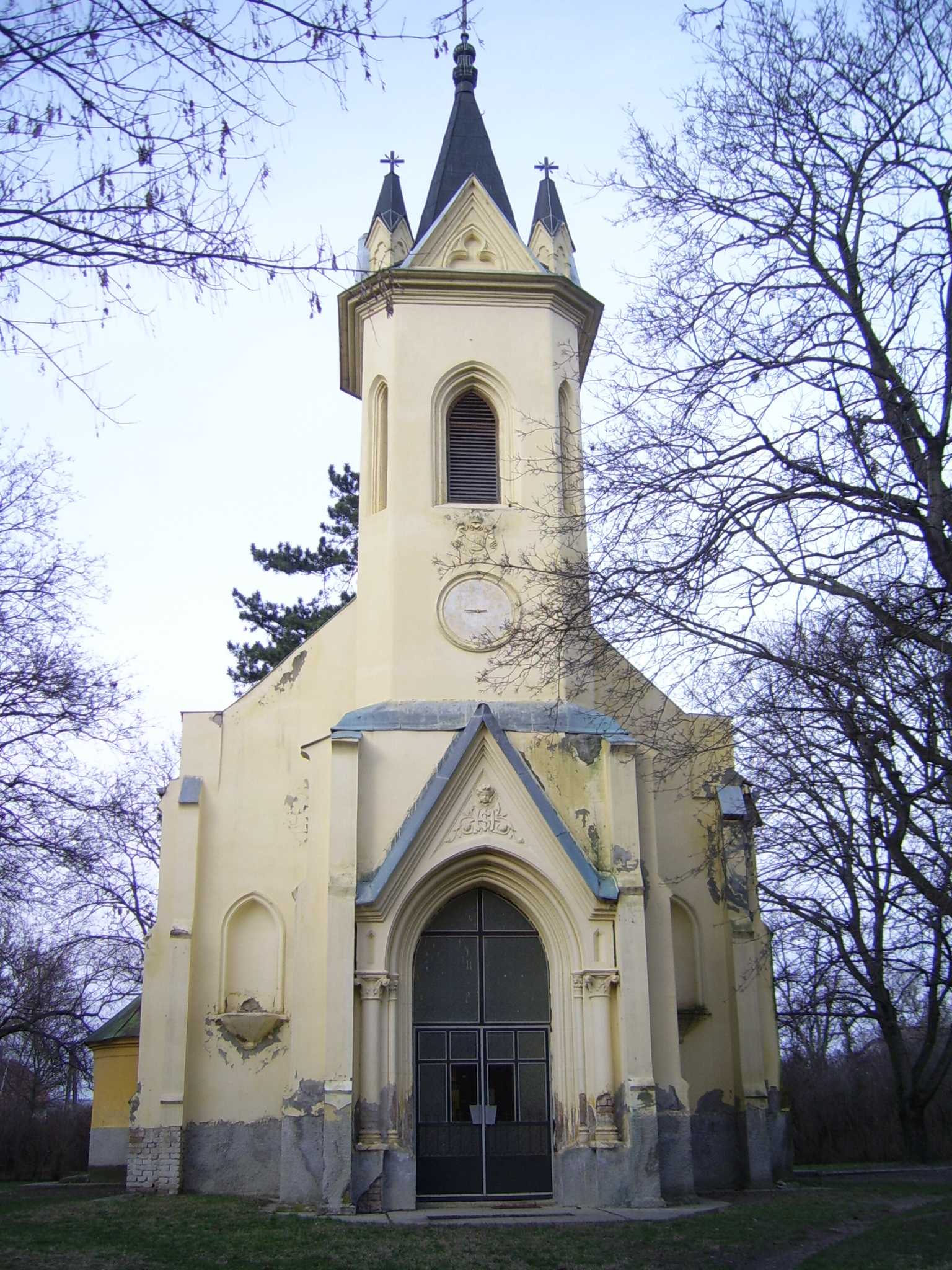
Szent Ágoston-templom

A 2011-es népszámlálás során a lakosok 81,8%-a magyarnak mondta magát (18,2% nem nyilatkozott). A vallási megoszlás a következő volt: római katolikus 52,3%, református 4,8%, evangélikus 0,7%, görögkatolikus 0,2%, felekezeten kívüli 4,8% (36,8% nem nyilatkozott).
2022-ben a lakosság 91,8%-a vallotta magát magyarnak, 0,5% ukránnak, 0,4% németnek, 0,3% románnak, 0,2% cigánynak, 0,1-0,1% görögnek és szlováknak, 2,1% egyéb, nem hazai nemzetiségűnek (8,2% nem nyilatkozott; a kettős identitások miatt a végösszeg nagyobb lehet 100%-nál). Vallásuk szerint 39% volt római katolikus, 5,9% református, 0,5% evangélikus, 0,6% görög katolikus, 0,2% izraelita, 1% egyéb keresztény, 0,8% egyéb katolikus, 16,2% felekezeten kívüli (35,7% nem válaszolt).

## Látnivalók, érdekességek
- Magyarország földrajzi középpontja és a Jeltorony. Pusztavacs akkor vált országos hírűvé, amikor az 1960-as évek végén a térképészek Magyarország földrajzi középpontjaként határozták meg. (Koordinátái: é. sz. 47° 10′ 51″, k. h. 19° 30′ 11″47.180833°N 19.503056°E). A település központjától kb. 1 km-re északkeletre Kerényi József tervei alapján jelzőtornyot (jeltornyot) emeltek. A napórával kiegészített együttes 1978-ban készült el, felavatására 1979 téli napfordulóján került sor. 2001-ben az addigra már igen rossz állapotba került Jeltorony leégett. Helyreállítását 2004-ben a helyi önkormányzat végezte el. A Jeltorony környezete természetvédelmi terület, ahol a kiskunsági legelők több értékes társulása megtalálható.
- Árpád-kori templomrom és az aradi vértanúk emlékműve. Pusztavacs középpontjában, a Hunyadi téren található a 14. században felépített gótikus stílusjegyeket viselő templom romja. Környezetében Zarándokparkot alakítottak ki, ahol az 1848-as szabadságharc szereplőinek emlékoszlopai láthatóak.
- Erdei pihenőpark. A pusztavacsi erdő mélyén, homokdűnék és tölgyesek által határolt tisztáson a 2000-es években fokozatosan épült ki az erdei pihenőparknak nevezett létesítmény. A tisztás korábban katonai lőtérként szolgált, felhagyása után kezdtek területén rendezvényeket tartani. Nyári időszakban az egykori Béke-fesztiváloknál sokkal kisebb könnyűzenei események, motorostalálkozók számára ad otthont.

## Képgaléria

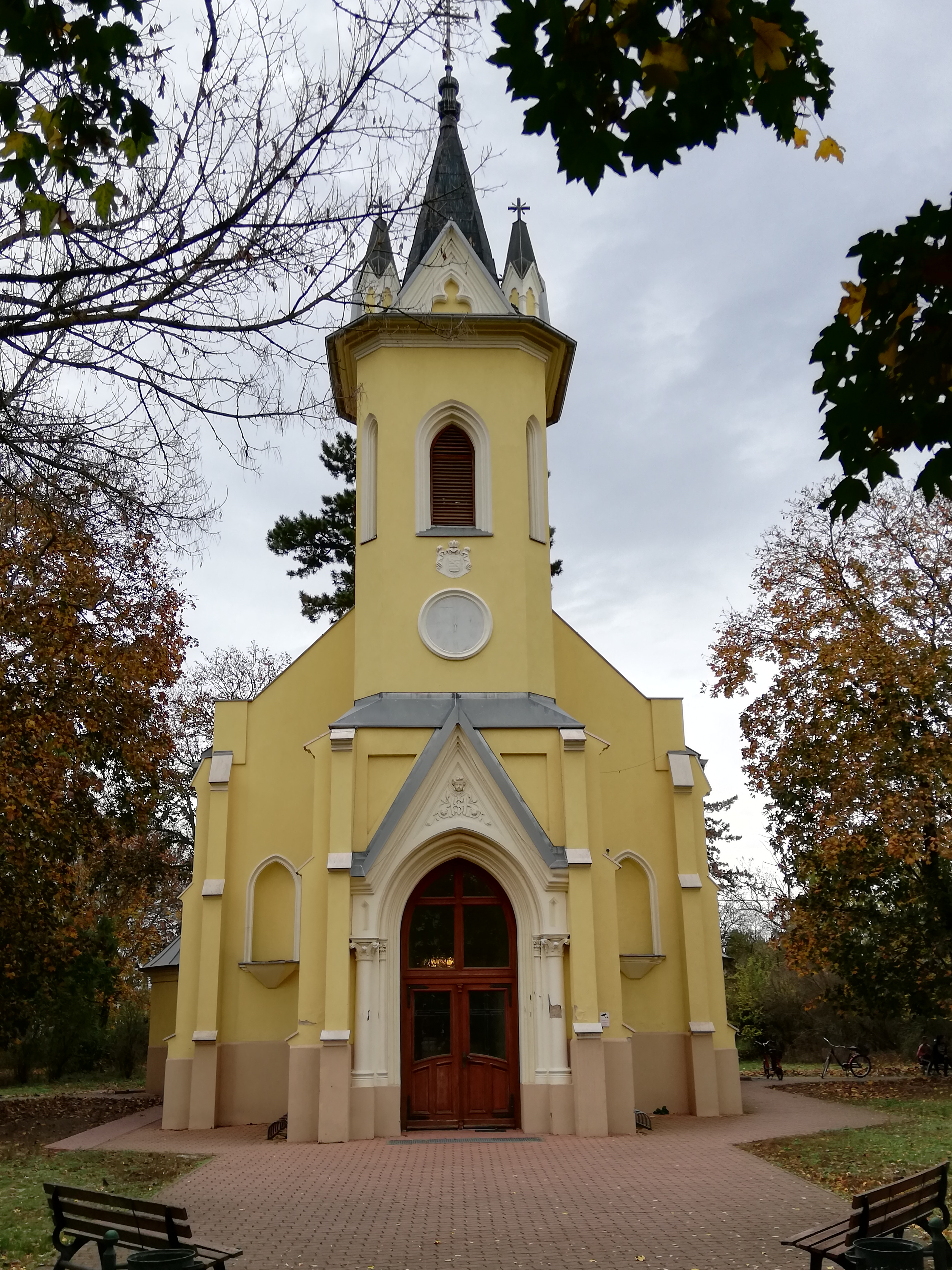
A Szent Ágoston-templom
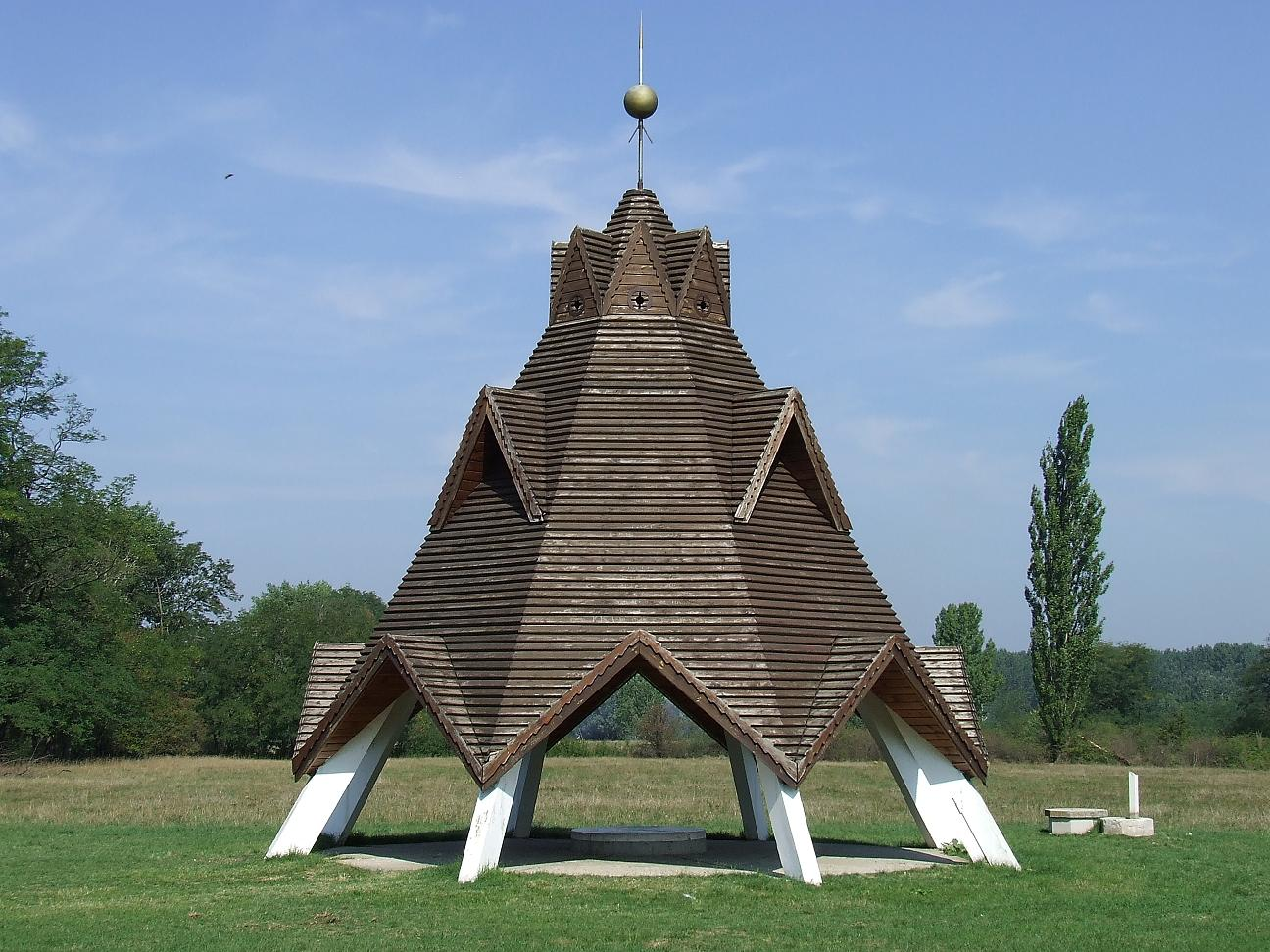
Jeltorony Magyarország földrajzi középpontján
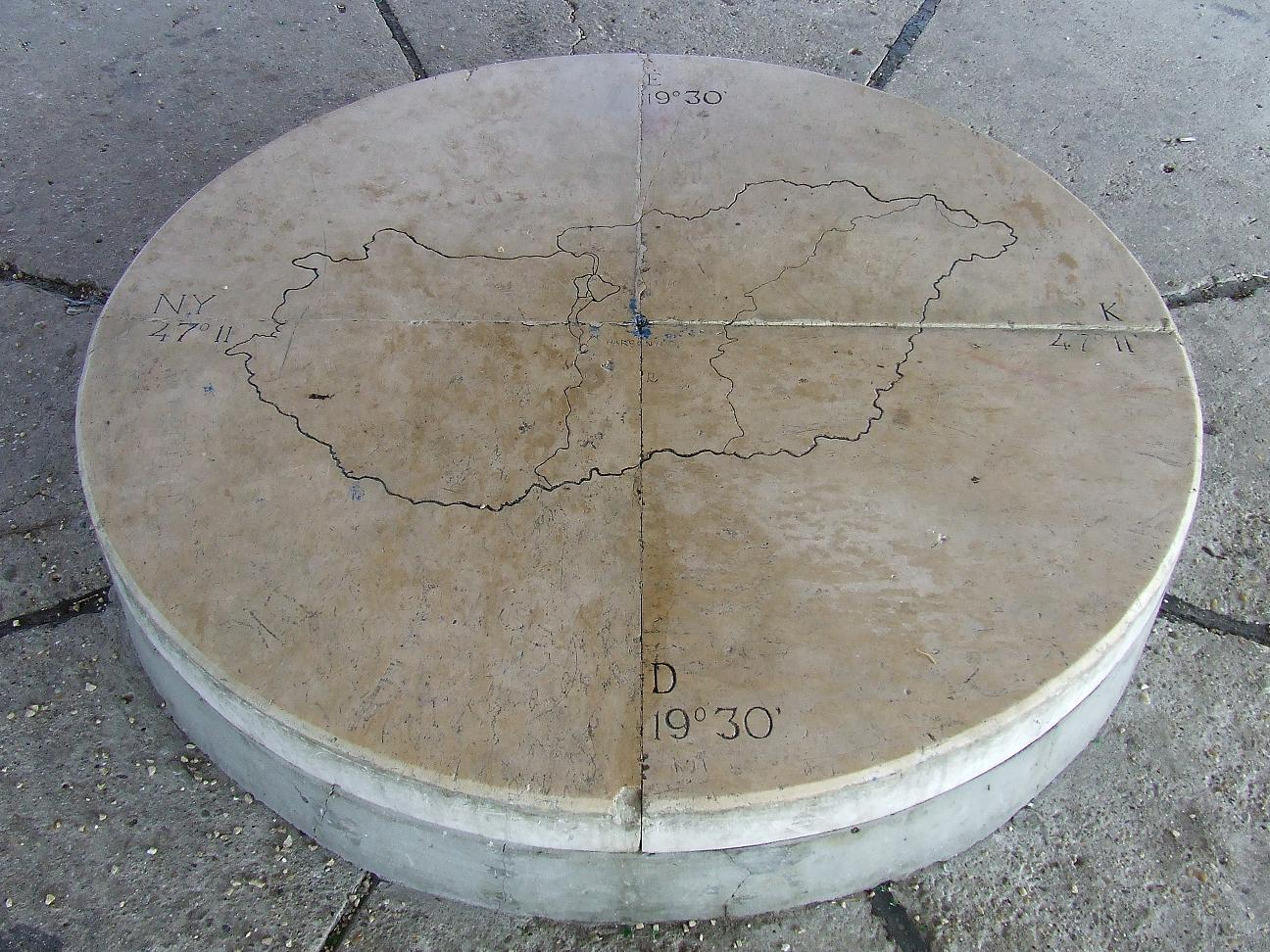
A jeltorony középpontja
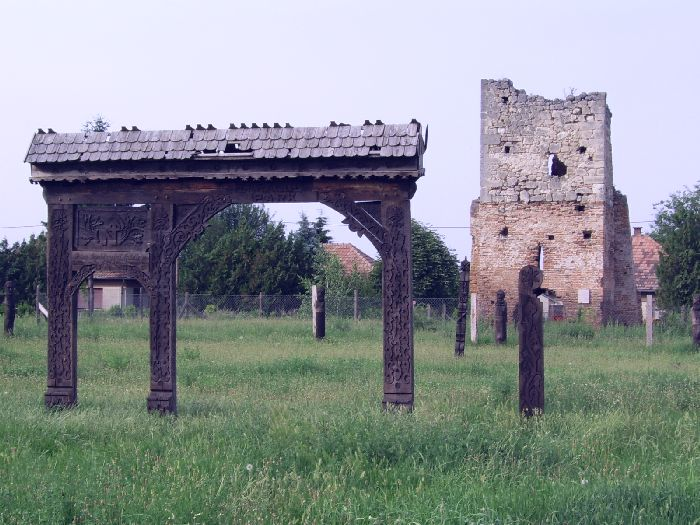
Árpád-kori templom romja a Hunyadi téren
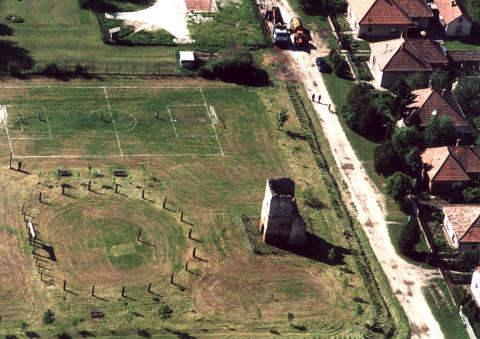
A templomrom légifotója
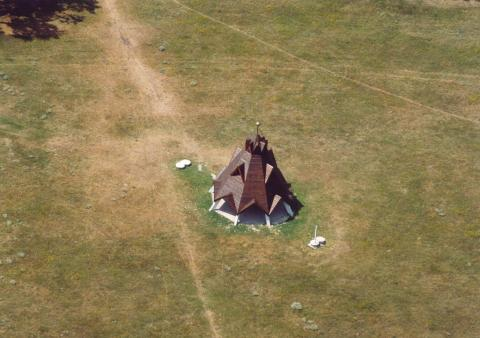
A jeltorony légifotója
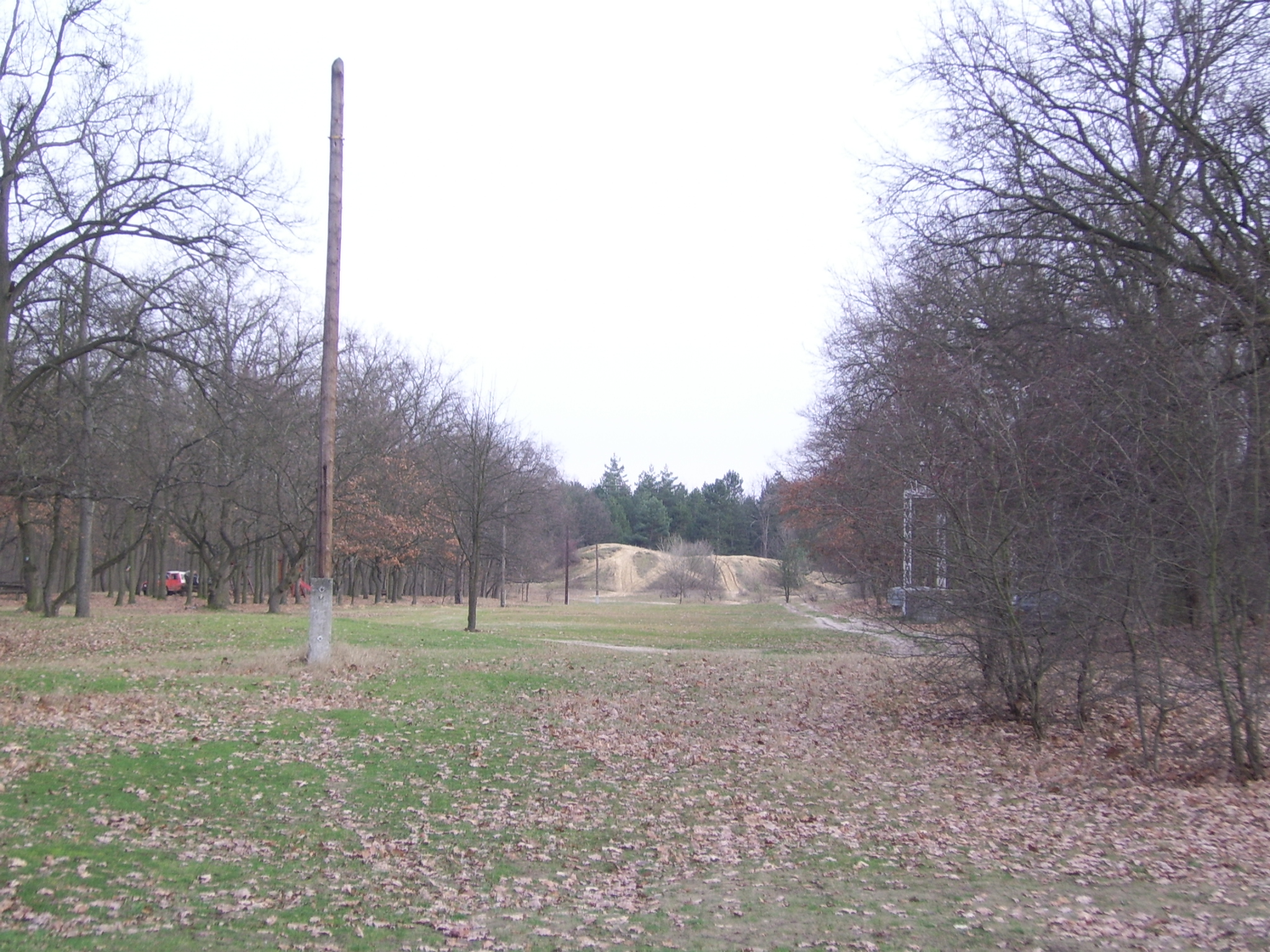
Az erdei pihenőpark
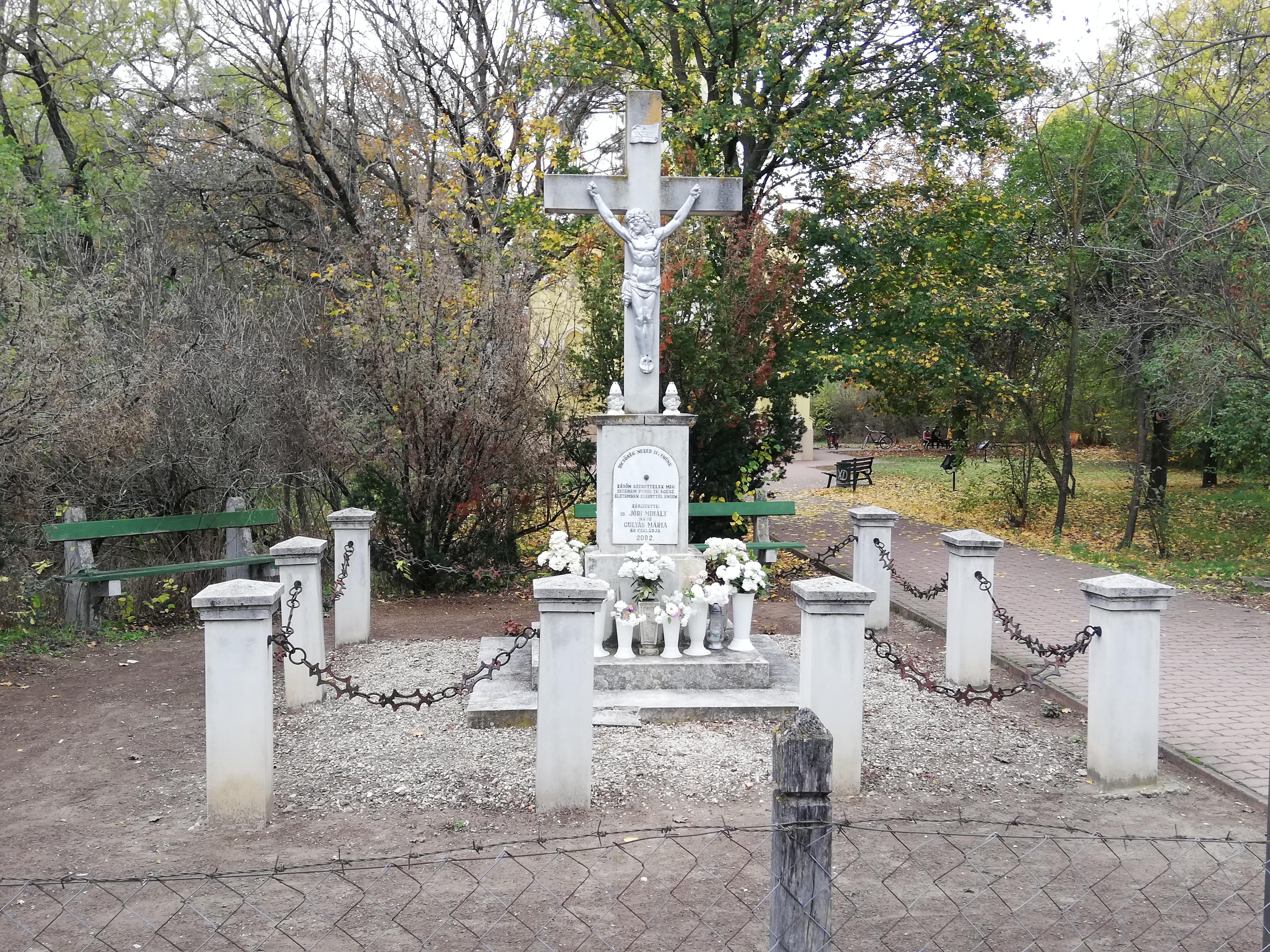
Emlékhely a falu központjában